# Vitkovci
Vitkovci (en serbe cyrillique : Витковци) est un village de Bosnie-Herzégovine. Il est situé dans la municipalité de Teslić et dans la république serbe de Bosnie. Selon les premiers résultats du recensement bosnien de 2013, il compte 862 habitants.

## Démographie

### Évolution historique de la population dans la localité
| 1948 | 1953 | 1961  | 1971  | 1981  | 1991  | 2013 |
| ---- | ---- | ----- | ----- | ----- | ----- | ---- |
| -    | -    | 1 117 | 1 132 | 1 371 | 1 307 | 862  |

|  |

### Communauté locale
En 1991, la communauté locale de Vitkovci comptait 1 497 habitants, répartis de la manière suivante.